# Grambek
Grambek er en kommune i det nordlige Tyskland, beliggende i Amt Breitenfelde under Kreis Herzogtum Lauenburg. Kreis Herzogtum Lauenburg ligger i delstaten Slesvig-Holsten.

## Geografi
Grambek ligger cirka 6 kilometer syd for Mölln, på østbredden af Elbe-Lübeck-Kanal. I kommunen ligger svæveflyvepladsen Segelflugplatz Grambeker Heide og motocrossbanen Grambeker Heidering. I den sydlige ende af kommunen krydser den øst-vest-gående motorvej A 24.